# Neoseiulus allenrolfius
Neoseiulus allenrolfius är en spindeldjursart som först beskrevs av Denmark 1993.  Neoseiulus allenrolfius ingår i släktet Neoseiulus och familjen Phytoseiidae. Inga underarter finns listade i Catalogue of Life.